# Миллер, Ольга Валентиновна
О́льга Валенти́новна Ми́ллер (род. 5 июня 1933) — советский и российский литературовед и библиограф

.

## Биография
Дочь Валентина Фридриховича Миллера (1896—1938), в юности участника литературной группы «Звучащая раковина», затем искусствоведа, заведующего коллекциями английской, немецкой и французской живописи в Государственном Эрмитаже (расстрелян по обвинению в шпионаже; по инициативе Ольги Миллер в рамках проекта «Последний адрес» установлена мемориальная табличка).
В 1957 г. окончила Ленинградский библиотечный институт. Училась у В. А. Мануйлова, сохранила дружеские отношения с ним до конца его жизни (инскрипт Мануйлова Миллер на книге 1984 года — «дорогому другу и единомышленнику»).
На протяжении нескольких десятилетий работала в библиотеке Института русской литературы (Пушкинского дома), заведовала Лермонтовским кабинетом. Член редакционной коллегии «Лермонтовской энциклопедии».
Важнейший труд Миллер — библиография литературы о Лермонтове, составившая четыре тома и охватывающая около 20.000 публикаций с 1825 по 2000 гг..

## Труды
- Миллер О. В. Литература о жизни и творчестве М. Ю. Лермонтова: Библиогр. указ., 1825—1916 / БАН СССР, Ин-т рус. лит. (Пушкин. дом) АН СССР. — Л.: БАН, 1990—1991. — 344 с.
- Миллер О. В. Библиография литературы о М. Ю. Лермонтове (1917—1977 гг.). — Л.: Наука: Ленингр. отд-ние, 1980. — 517 с.
- Миллер О. В. Литература о жизни и творчестве М. Ю. Лермонтова: библиографический указатель: 1978—1991. — СПб.: Русско-Балтийский информ. центр Блиц, 2003. — 382 с.
- Миллер О. В. Литература о М. Ю. Лермонтове: библиографический указатель, 1992—2001. — СПб.: Наука, 2007. — 316 с.